# Лицинии Мурены
Лици́нии Муре́ны (лат. Licinii Murænae) — одна из линий римского плебейского рода Лициниев.
Когномен «Мурена» (Muraena) появился благодаря заведённым претором Луцием Лицинием (ум. после 146 до н. э.) живорыбных садков с муренами. Впрочем, в отечественной историографии существует мнение, что это прозвище может быть связано с разновидностью ожерелья.
Внук первого носителя когномена, Луций Лициний Мурена (ум. после 81 до н. э.), в 86 году до н. э. сражался с Митридатом в Греции. В 84 году, будучи пропретором Азии, самовольно начал 2-ю Митридатову войну (83—81 гг. до н. э.), в которой был разбит. Впоследствии Сулла отозвал его обратно.
Сын предыдущего, тоже Луций (ок. 105 — после 62 до н. э.), был несколько лет легатом Лукулла в 3-ю Митридатову войну (74/73—63 гг. до н. э.). В 65 году до н. э. он был претором, в 62 году — консулом. В том же году его обвинили в подкупе, но благодаря блестящей защите Цицерона оправдали. Возможно, родным сыном Луция Лициния являлся ординарный консул-десигнат 23 года до н. э. Авл Теренций Варрон Мурена (не позже 56 — 24/22 до н. э.), который, будучи заподозрен принцепсом сената в заговоре против него, был казнён.
Также известен Гай Лициний Мурена (ум. после 63 до н. э.), младший брат консула 62 года до н. э., который в 64—63 годах служил у последнего легатом в Трансальпийской Галлии. Позднее, в середине II века, прозвище «Мурена» уже встречается среди Росциев, один из представителей которых, вероятно, незадолго до 165 года, в качестве проконсула управлял Вифинией.